# Melville Bell Grosvenor
Melville Bell Grosvenor (26 de noviembre de 1901 - 22 de abril de 1982) fue el presidente de la National Geographic Society y editor de The National Geographic Magazine de 1957 a 1967. Era nieto del inventor del teléfono Alexander Graham Bell.
Entusiasta de la fotografía, aumentó el tamaño de las fotografías impresas en la revista, e inició la práctica, que continúa hoy día, de abrir los artículos con una foto a dos páginas característica. Redujo el nombre de la publicación de The National Geographic Magazine a National Geographic. Durante el mandato de Grosvenor, National Geographic también empezó a expandirse más allá de las expediciones terrestres para cubrir también investigaciones espaciales y las profundidades marinas.
Grosvenor expandió el alcance de las operaciones de la sociedad, ramificándose a la producción de documentales bajo el nombre "National Geographic", que comenzaron a transmitirse por televisión. Cuatro de estos se producían por año. Entre los artículos producidos durante la presidencia de Grosvenor se encuentran documentales cubriendo la primera expedición estadounidense al Monte Everest y las hazañas submarinas de Jacques Cousteau.

## Primeros años

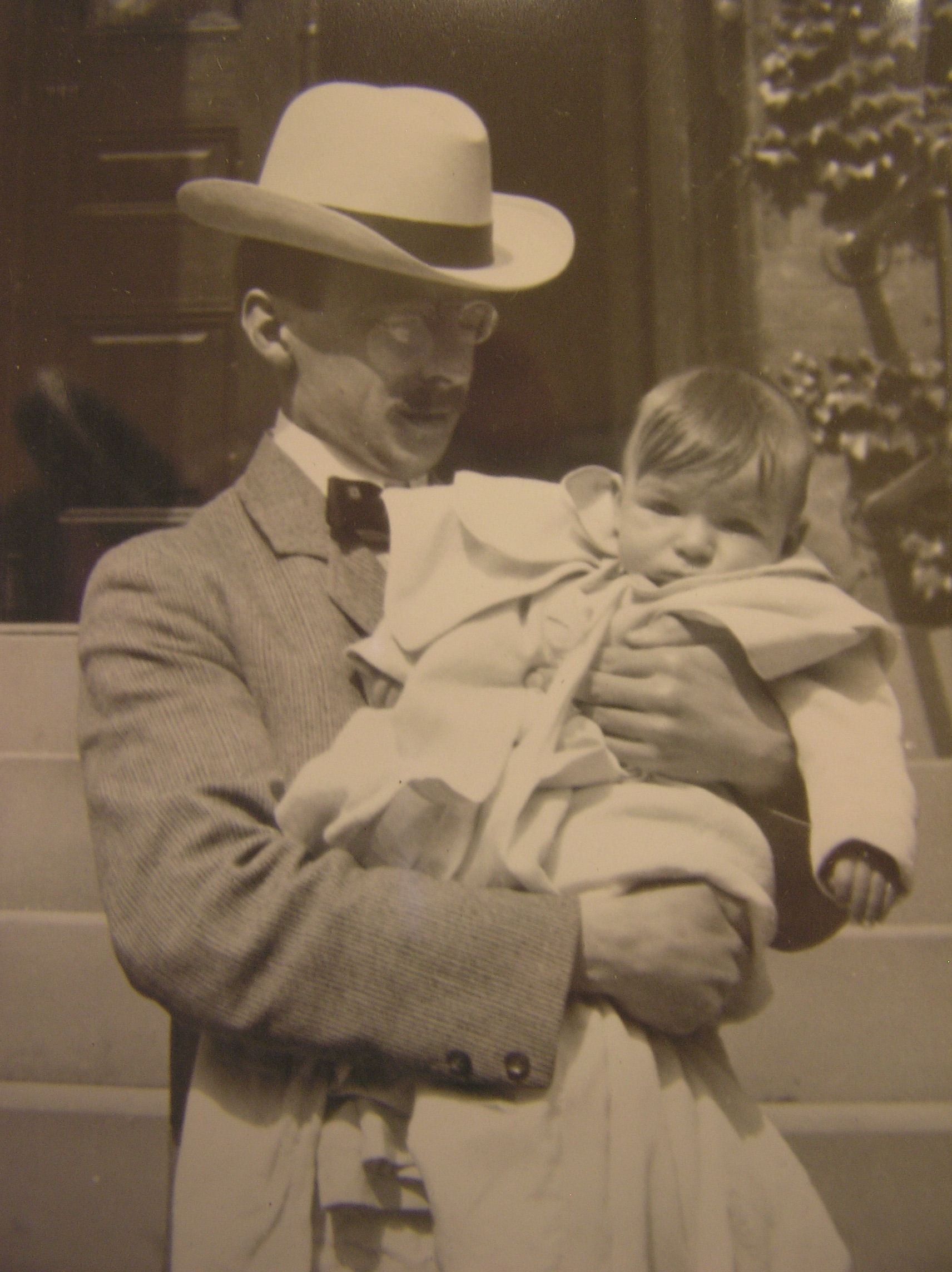
El pequeño Melville Grosvenor en brazos de su padre, Gilbert H. Grosvenor, primer editor de la National Geographic Magazine, 1902.

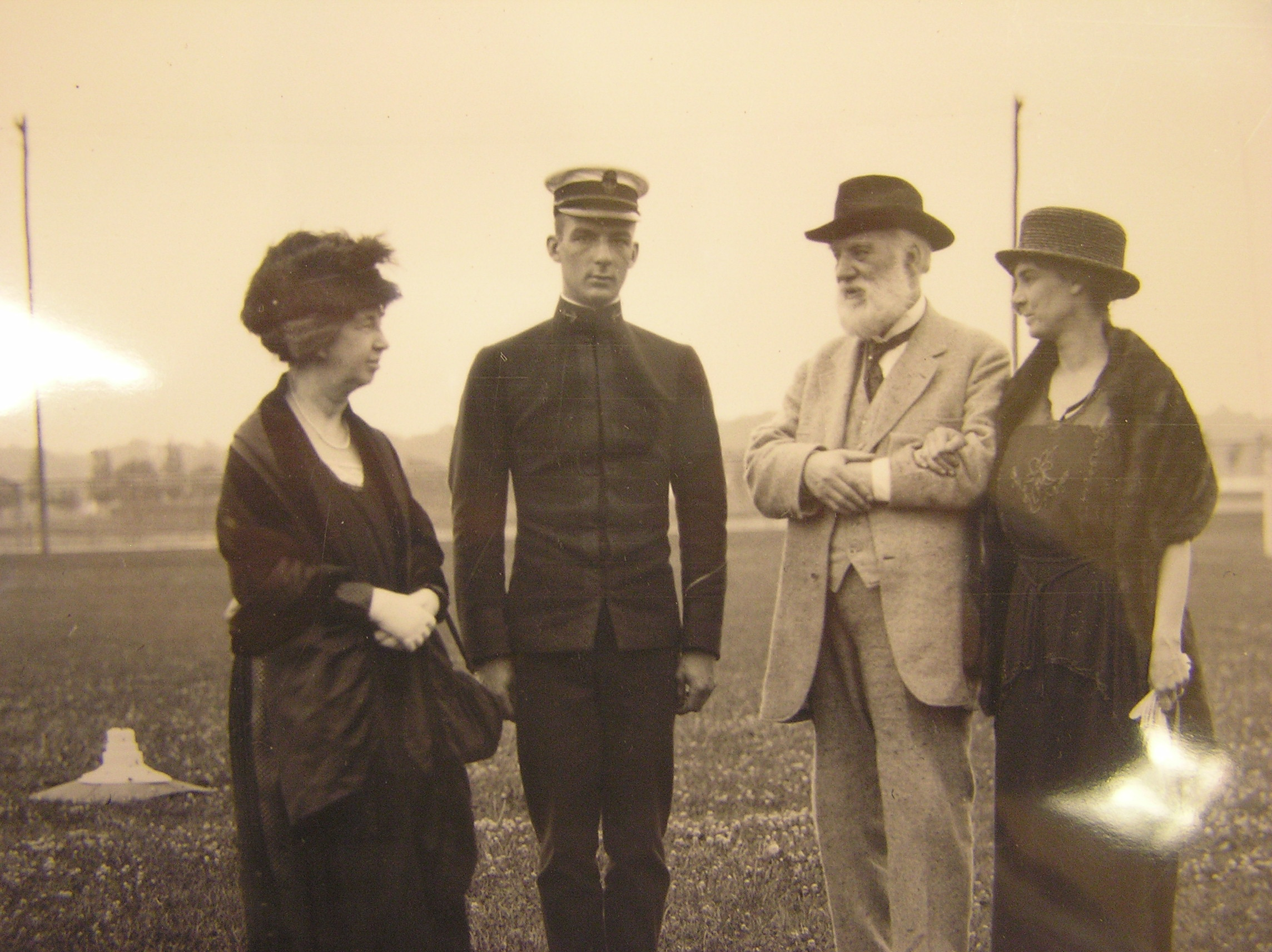
La madre de Melville Grosvenor, Elsie May Bell Grosvenor (a la derecha), y abuelos, Mabel y Alexander Graham Bell, le visitan en la Academia Naval. Grosvenor fue miembro de la promoción de 1923.

Grosvenor nació en Washington, D. C., el 26 de noviembre de 1901. Sus padres eran Gilbert Hovey Grosvenor, el primer editor de The National Geographic Magazine, y Elsie May (de soltera, Bell) Grosvenor, hija de Alexander Graham Bell. El año siguiente a su nacimiento, estuvo presente en la colocación de la piedra fundacional del primer edificio de la National Geographic Society, Hubbard Hall, en brazos de su abuelo.
En 1919, Grosvenor se matriculó en la Academia Naval de Estados Unidos. El 8 de junio de 1923, se graduó de la Academia con la promoción de 1923, que incluía a su amigo de toda la vida, el almirante Arleigh Burke.

## Carrera
Después de su graduación de la Academia Naval en 1923, Grosvenor recibió el cargo de alférez en la Armada de los Estados Unidos.
En 1924, Grosvenor dimitió de la Marina y se unió al personal de la National Geographic Society como editor de imágenes. Se le atribuye haber tomado la primera fotografía aérea en color cuando tomó una foto de la Estatua de la Libertad rodeando el monumento a bordo de un dirigible ZM C2 de la Marina. La fotografía fue publicada en el número de septiembre de 1930, lo que llevó a la Sociedad a adoptar el proceso Finlay, entonces el método más moderno para producir fotografías a color. También tomó las primeras fotografías en color aéreas de Washington D. C., las cuales aparecieron también en la revista.

### Logros

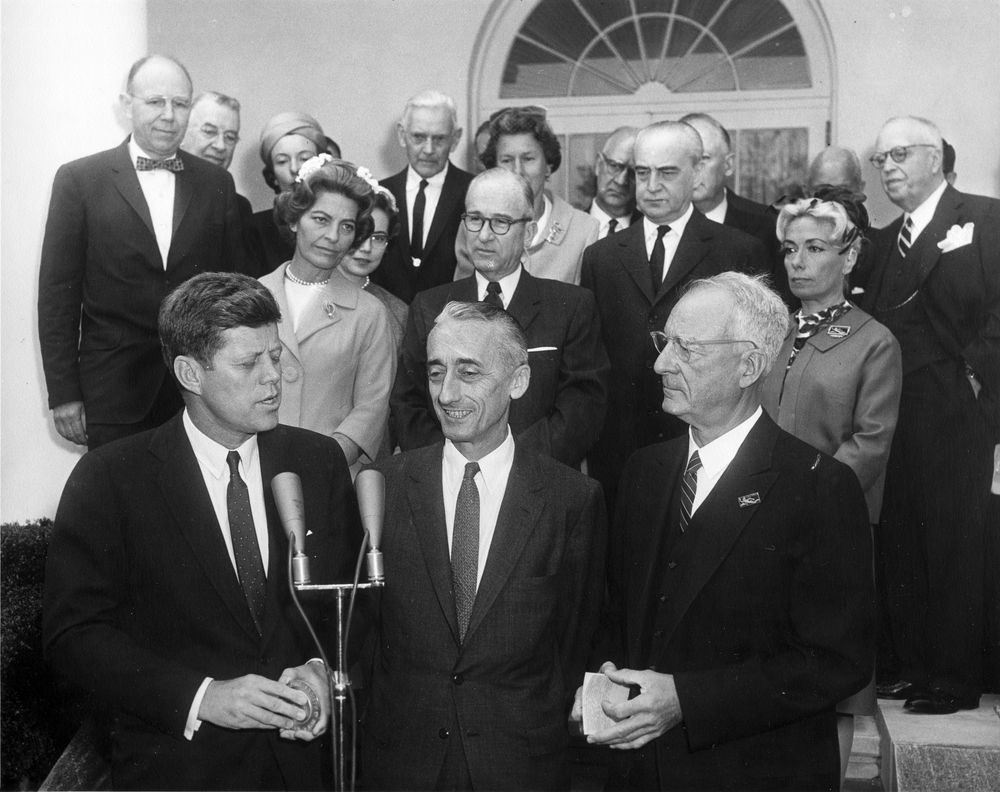
Melville Grosvenor observa como el presidente Kennedy otorga una medalla de oro NGS a Jacques Cousteau, quien recibió una de sus primeras subvenciones de la Sociedad.

Después de convertirse en presidente de la Sociedad y editor de The National Geographic Magazine en 1957, Melville Grosvenor inició importantes cambios a los que se atribuye la reanimación de la organización y un aumento de afiliados de 2,1 millones a 5,5 millones. Agregó o promovió nuevo personal editorial que incluyó a Wilbur Garrett y Joseph Judge, y fotógrafos como Thomas Nebbia y Bruce Dale.
"Bajo su edición editorial, la revista añadió fotografías a todo color a su portada negra, blanca y amarilla e instaló nuevas prensas y equipos para mejorar la distribución de imágenes en color de alta calidad". Robert McFadden comentó sobre Melville Grosvenor en The New York Times, "El Dr. Grosvenor no modificó dramáticamente el tono tradicional caballeroso de la revista frente a la fealdad, la miseria y conflictos del mundo".
Grosvenor impulsó a la Sociedad para crear nuevos productos que incluyeron documentales televisivos, libros, globos terráqueos, y su primer Atlas del Mundo, y bajo su batuta se publicaron artículos sobre lugares exóticos de África, Asia y América del Sur; fauna y flora, insectos y otros esplendores naturales y estudios antropológicos sobre sociedades tribales primitivas. También encargó artículos sobre investigación espacial, polar y submarina y otros temas.
Grosvenor aumentó considerablemente las subvenciones para investigación y exploración. La Sociedad otorgó una de las primeras subvenciones al oceanógrafo Jacques-Yves Cousteau, y apoyó a los antropólogos Louis S.B. y Mary Leakey, la primatóloga Jane Goodall, y otros pioneros modernos. Grosvenor también hizo campaña para salvar las secuoyas de California antes de que la conservación y la ecología se convirtieran en una causa popular.
Grosvenor supervisó la construcción de la nueva sede de la Sociedad en Washington en 1963, inaugurada por el presidente Lyndon B. Johnson.

## Vida personal
Poco después de recibir su comisión en la Marina, se casó con Helen North Rowland (1902–1985) de Washington, D. C. en 1924. Tuvieron tres hijos:
- Helen Rowland Grosvenor (1925–1988), comprometida con Robert Barry Dunigan en 1944.[5] En 1947, se comprometió con Robert Clement Watson, Jr.[6]
- Alexander Graham Bell Grosvenor (1927–1978), capitán agente naval que estuvo casado con Marcia Braman (1930–2002).
- Gilbert Melville Grosvenor (nacido en 1931), editor de National Geographic de 1970 a 1980 antes de convertirse en presidente de la National Geographic Society, cargo en el que sirvió hasta 1996. Casado con Mary Helen Wiley Jarman desde 1979.[7]

La segunda esposa de Grosvenor, Anne Elizabeth Revis, con quien se casó en 1950, era fotógrafa desde hacía años para National Geographic. Tuvieron dos hijos:
- Edwin S. Grosvenor (nacido el 17 de septiembre de 1951), presidente y editor jefe de American Heritage.
- Sara Grosvenor, presidenta de The Alexander and Mabel Bell Legacy Foundation.[8]

Grosvenor murió el 22 de abril de 1982, en su casa de invierno en Miami.